# Pokémon Diamond và Pearl
Pokémon Diamond (ポケットモンスター ダ Poketto Monsutā Daiyamondo, "Pocket Monsters Diamond") và Pokémon Pearl (Poketto Monsutā Pāru イヤモンド・パール, "Pocket Monsters Pearl") là 2 phiên bản video game được phát triển bởi Game Freak và phát hành bởi Nintendo dành riêng cho Nintendo DS. Hai trò chơi được phát hành trên toàn thế giới vào ngày 28 tháng 9 năm 2006.